# Магдалена Георгиева
Магдалена Стоянова Георгиева е българска спортистка, една от най-успешните български състезателки по академично гребане, а по-късно и треньор до 2000 г.
- 1979 г. СП за девойки – сребърен медал 4х (четворка скул)
- 1980 г. СП за девойки – сребърен медал 4х (четворка скул)
- 1984 г. Москва-„олимпийска регата“ бронзов медал 1x(скиф)
- 1985 г. СП – бронзов медал 2x (двойка скул)
- 1986 г. СП – сребърен медал 1x (скиф)
- 1987 г. СП – златен медал 1x (скиф)
- 1988 г. ОИ Сеул – бронзов медал на 1x (скиф)
- 1989 г. СП –2 бронзови медала в дисциплините – 2x (двойка скул) и 4x (четворка скул)

От 2000 г. до 2014 г.работи за ВВС на РБ.